# Відрадна площа
Відра́дна пло́ща — площа у Солом'янському районі міста Києва, житловий масив Відрадний.
Розташована на перетині Відрадного проспекту та вулиці Героїв Севастополя.

## Історія
Виникла в середині XX століття під час забудови району як площа без назви. 
Сучасна назва — з 2021 року, від однойменної місцевості.

## Забудова
З 1970 по 2009 рік тут знаходився пам'ятник Власу Чубарю, українському радянському партійному діячеві.